# Eine Familie
Eine Familie (Originaltitel: En familie; englischsprachiger Festivaltitel: A Family) ist ein dänischer Spielfilm aus dem Jahr 2010.

## Handlung
Ditte Rheinwald ist die Tochter des Bäckereibesitzers Rikard Rheinwald aus Kopenhagen. Die Bäckerei Rheinwald wurde einst vom deutschen Urgroßvater gegründet und jeweils an den ältesten Sohn übergeben. Sie ist ein Traditionsunternehmen und königlicher Hoflieferant. Rikard hat mit Ditte und Chrisser zwei erwachsene Töchter aus erster Ehe und hat mit Sanne die noch minderjährigen Kinder Line und Vimmer. Rikard hat gerade erfolgreich eine Lungenkrebserkrankung überstanden und möchte nun Sanne heiraten. Ditte ist Galeristin und hat nun die Möglichkeit mit ihrem Freund Peter nach New York zu ziehen, wo sie als Spezialistin für europäische Kunst für die Galerie Amber als Einkäuferin tätig sein soll. Peter ist Maler und findet ein Atelier im Stadtteil Williamsburg. Für beide kann ein Lebenstraum in Erfüllung gehen. Als Ditte schwanger wird, steht sie vor der Entscheidung, ihren Traumjob anzunehmen oder Mutter zu werden. Sie entscheidet sich gegen das Kind und treibt ab. Als wenig später beim Vater Rikard jedoch ein nicht operabler Gehirntumor diagnostiziert wird, sagt sie der amerikanischen Galerie ab und möchte den Vater in den Tod begleiten und die Bäckerei übernehmen. Dieser Entschluss führt ihre Partnerschaft mit Peter in die Krise, der nicht nachvollziehen kann, warum eine Kunsthistorikerin plötzlich Bäckerin sein will. Sie sieht sich außerdem mit seinem Vorwurf konfrontiert, dass sie für den Job das gemeinsame Kind abgetrieben hat und nun für den Vater auf diesen Job verzichten will.
Ditte ist ratlos und erkennt auch, dass sie überhaupt nicht geeignet ist, eine Bäckerei zu führen. Sie sagt schließlich dem Vater ab, begleitet ihn aber gemeinsam mit Ehefrau Sanne in der Familienvilla in den Tod. Als der Vater schließlich stirbt, finden Ditte und Peter wieder zusammen.

## Hintergrund
Pernille Fischer Christensen und ihr Co-Autor Kim Fupz Aakeson berichteten auf der Pressekonferenz zur Uraufführung auf der Berlinale 2010, dass der Tod der eigenen Väter Auslöser für die Entwicklung des Drehbuchs war. Pernille Fischer Christensens Vater starb im Jahr 2001 und Aakesons Vater im Jahr 2004. Die Regisseurin war mit diesem Film zum zweiten Mal im Wettbewerb der Berlinale vertreten. Für En Soap hatte sie bei der Berlinale 2006 den Silbernen Bären erhalten.
Der Kinderdarsteller Gustav Fischer Kjærulff war neben seiner Rolle in Eine Familie außerdem noch im Wettbewerb der Berlinale 2010 in Thomas Vinterbergs Drama Submarino zu sehen. Drehbuchautor Kim Fupz Aakeson war ebenfalls an zwei Projekten der Berlinale 2010 beteiligt. Er schrieb außerdem das Drehbuch zu der norwegischen Komödie A Somewhat Gentle Man von Hans Petter Moland.

## Auszeichnungen
Der Film wurde auf der Berlinale 2010 mit dem FIPRESCI-Preis ausgezeichnet. 2012 folgten 15 Nominierungen für den dänischen Filmpreis Robert, Eine Familie blieb aber unprämiert. Bei der folgenden Bodil-Verleihung wurde Lene Maria Christensen als beste Hauptdarstellerin ausgezeichnet.

## Veröffentlichung
Nachdem Eine Familie in Deutschland ab dem 4. März 2011 in den Kinos zu sehen war, ist die DVD ab dem 4. August 2011 erhältlich.

## Trivia
Der Name der Bäckerei Rheinwald ist klar als Anspielung auf Reinh. van Hauen zu erkennen. Reinh. van Hauen ist eine seit 1876 in Kopenhagen bestehende Bäckerei.